# Lerista vittata
Lerista vittata este o specie de șopârle din genul Lerista, familia Scincidae, descrisă de Greer, Mcdonald și Lawrie 1983. A fost clasificată de IUCN ca specie în pericol. Conform Catalogue of Life specia Lerista vittata nu are subspecii cunoscute.